# Аль-Вахда (футбольний клуб, Абу-Дабі)
Футбольний клуб «Аль-Вахда» або просто «Аль-Вахда» (араб. نادي الوحدة لكرة القدم) — еміратський футбольний клуб з міста Абу-Дабі, який виступає в Чемпіонаті ОАЕ.

## Досягнення
- Чемпіонат ОАЕ:
  -  Чемпіон (4): 1999, 2001, 2005, 2010

- Кубок Президента ОАЕ:
  -  Володар (2): 2000, 2017

- Суперкубок ОАЕ
  -  Володар (4): 2002, 2011, 2017, 2018

- Кубок Федерації ОАЕ:
  -  Володар (3): 1986, 1995, 2001

- Кубок Ліги:
  -  Володар (2): 2015-16, 2017-18

- Ліга чемпіонів АФК
  - 1/2 фіналу — 2007

## Відомі тренери
| - Хельмі Тулан (1979–84) - Хешмат Моаджерані (1984–86) - Слободан Халілович (1991–92) - Махмуд Ель-Гохарі (1995–96) - Йоханнес Бонфрере (1998–99) - Руд Крол (1999) - Дімітрі Давідович (1999–00) - Рінус Ісраел (2000–01) - Йоханнес Бонфрере (2001–02) - Чемшир Муратоглу (2002–03) - рольф Фрінгер (14 березня 2003 – 30 червня 2003) - Роллан Курбіс (1 липня 2003 – 30 листопада 2003) - Рінус Ісраел (1 грудня 2003 – 30 червня 2004) | - Ахмад Абдель-Халім (2004–0?) - Райнер Холльманн (1 липня 2005 – 3 квітня 2006) - Рішар Тарді (200?–4 серпня 2006) - Хорст Кеппель (5 серпня 2006 – 11 жовтня 2006) - Іво Вортманн (2007–08) - Йоханнес Бонфрере (13 грудня 2007 – 17 грудня 2008) - Йозеф Хікерсбергер (10 грудня 2008 – 1 червня 2010) - Ласло Белені (29 травня 2010 – 2 вересня 2010) - Тіте (31 серпня 2010 – 19 жовтня 2010) - Йозеф Хікерсбергер (22 жовтня 2010 – 30 червня 2012) - Бранко Іванкович (20 травня 2012 – 28 квітня 2013) - Йозеф Хікерсбергер (28 квітня 2013 – 15 липня 2013) - Карел Яролім (15 липня 2013 – 9 листопада 2013) | - Жозе Песейру (11 листопада 2013 – 11 січня 2015) - Самі аль-Джабер (11 січня 2015 – 19 травня 2015) - Хав'єр Агірре (2015–) |